# Ludovico Clodio
Ludovico Clodio (... – Caldarola, 1514) è stato un vescovo cattolico e diplomatico italiano, al servizio dello Stato della Chiesa.

## Biografia
Commissario papale, diplomatico, architetto militare, governatore e castellano in vari diversi luoghi dello Stato della Chiesa.
Ricevette gli ordini sacri il 13 aprile 1465.
Il 27 agosto 1477, papa Sisto IV gli concesse la dignità di arciprete in Caldarola, sua patria, nella primitiva Chiesa di San Gregorio in “castrum vetus”.
In seguito la Sede Apostolica nominò revisore dei conti delle costruzioni di molte fortezze tra le quali Jesi, Osimo e Offida.
Papa Alessandro VI, al secolo Rodrigo Borgia, nel 1495, lo inviò presso Ferdinando,  re di Sicilia, con un gruppo di soldati. Nel 1497 fu castellano della rocca di Offida e fu incaricato della cura della compagnia di Ercole Bentivoglio, composta da cento armigeri e cento balestrieri mandati a tenere sottocontrollo la Marca. Nel 1498 per ordine del papa fu inviato a combattere contro un famoso bandito dell'epoca, tal Angiolo da Passignano. A partire dal 26 febbraio 1501, per due anni fu giudice spirituale della Marca di Ancona.
Durante l'occupazione di Camerino da parte di Cesare Borgia, nel 1502, il Clodio ebbe l'incarico di commissario papale presso l'esercito del Borgia e Nicolò Buonafede da Montesanto fu il commissario dell'impresa militare. Il cardinale Francesco Borgia, preso possesso di Camerino, per conto del duca Giovanni Borgia di cinque anni nominò governatore Ludovico Clodio. Tutti gli occupanti, Clodio compreso, furono messi in fuga nel dicembre 1502 da Giovanni Maria da Varano, unico, della nobile famiglia, sopravvissuto all'eccidio. Ma l'impresa del Da Varano durò poco tempo e i Borgia e il Clodio ritornarono al potere, a quest'ultimo furono assegnati due compiti importanti, uno di compilare una “Relazione dello stato di Camerino a papa Alessandro” (documento prezioso e molto importante) e l'altro di erigere la rocca borgesca. Alla notizia della morte di papa Alessandro VI; il 19 maggio 1503, il Clodio fuggì da Camerino.
Nel maggio del 1504, papa Giulio II lo nominò commissario pontificio per l'espugnazione della rocca di Forlì, nel 1506 si occupò della costruzione della fortezza di  Rocca Galliera presso Bologna e nel 1507 fu nominato castellano della stessa fortezza. 
Il 29 luglio 1508 fu nominato vescovo di Nocera Umbra.
Morì a Caldarola nel 1514 e fu sepolto nella chiesa dove fu arciprete. Quando tale edificio fu demolito e sostituito dalla nuova Chiesa dei Santi Gregorio e Valentino, le sue spoglie mortali furono trasferite e tuttora riposano al di sotto del monumento funebre che lo omaggia all'interno del presbiterio, di fronte all'altro monumento funebre dedicato a colui che fu suo successore sia quale arciprete che quale vescovo di Nocera Umbra, ovvero di Varino Favorino.
La salma fu oggetto di tre ricognizioni ufficiali, nel 1597, nel 1781 e nel 1868. Nel 2001, durante i lavori di riparazione dei danni dal sisma del 1997, la salma fu di nuovo ispezionata, poiché proprio la parete dove si trova il monumento fu gravemente lesionata e la necessità di provvedere al risanamento della muratura portò al temporaneo spostamento della bara e alla sua successiva ricollocazione a termine dell'intervento. Ora come in passato la salma risulta parzialmente mummificata, con paramenti sacri, rossi leggermente deteriorati.